# Clostridium TU-103
Clostridium TU-103 är en anaerob grampositiv bakterie upptäckt 2011 i sebraexkrementer av forskare vid Tulane University i New Orleans..

## Bränsleframställning
TU-103 kan framställa butanol direkt ur cellulosa vilket den, vad man vet, är ensam om. Butanol är likt etanol ett biobränsle som kan ersätta bensin som drivmedel i bilar. Eftersom biobränsle framställs ur biomaterial och inte fossilt material tar det i produktionen upp samma mängd koldioxid som släpps ut vid förbränning.[källa behövs]

### Fördelar gentemot etanol
Butanol framställt av TU-103 har många fördelar gentemot etanol som drivmedel. Dels kan det framställas direkt ur cellulosa dels kan det användas i en förbränningsmotor avsedd för bensin.
Etanol jäses av olika sockerarter, som drivmedel ofta från sockerrör. Även spannmål och annan lämpligt människoföda kan användas. Detta leder till att etanolproduktionen i viss mån konkurrerar med livsmedelsframställning. Cellulosa är däremot vanligt i avfall såsom gamla tidningar, trädgårdsavfall och inte minst jordbruksavfall.
Eftersom butanol som molekyl liknar de ämnen i bensin mer än vad etanol gör lämpar det sig bättre i en bensinmotor. En 85-procentig blandning butanol med bensin kan användas i en omodifierad bensinmotor vilket inte går med motsvarande etanolblandning. Eftersom även tillverkningen av en bil har en stor miljöpåverkan är det bra med ett bränsle som inte kräver att bilparken byts ut.

### Nackdelar
Butanol är likt andra alkoholer giftigt. Vid intag kan det dock snabbt brytas ner till koldioxid. Även lukten är oangenäm.

## Habitat
Bakterien lever naturliga i tarmarna hos zebran. I en syrefattiga miljö lever bakterier och andra mikroorganismer ofta på jäsnings- och fermenteringsprocesser vilka kan ha alkoholer och andra organiska ämnen som avfallsprodukt istället för koldioxid och vatten. En bakterie anpassad för en syrerik miljö hade förmodligen utnyttjat maximal mängd energi genom att bryta ner sin föda till koldioxid och vatten och då inte lämnat någon energirik restprodukt som människan kan använda som bränsle. Forskarlaget som fann TU-103 letade därför avsiktligt i exkrementer från betande djur för att hitta just en bakterie med dessa egenskaper.